# Monachoptilas
Monachoptilas là một chi côn trùng thuộc họ Tineidae.